# Petrus Olai Gestricius
Petrus Olai Gestricius, född i Årsunda församling, död 9 mars 1615 i Kjula församling, var en svensk präst.

## Biografi
Gestricius föddes i Årsunda församling och var son till fattiga föräldrar. Han flyttade från Uppsala till Strängnäs och blev student vid Katedralskolan, Strängnäs. Gestricius prästvigdes i Strängnäs domkyrka och blev 1565 komminister i Dunkers församling. Han blev 1571 kyrkoherde i Helgesta församling och skrev under liturgiens förkastande 1587. Gestricius skrev han under Örebro mötes beslut 1588 och Uppsala möte 1593. Han blev 1595 kyrkoherde i Kjula församling och avled där 1615.

### Familj
Gestricius gifte sig 1571 med Brita Unosdotter. Hon var dotter till Uno Olai. De fick tillsammans barnen Sigrid Olofsdotter som var gift med biskopen Petrus Jonæ Helsingus i Strängnäs stift, domprosten Israel Olavi i Linköpings församling, lektorn Nicolaus Nicolai Grubb i Linköping och biskopen Jonas Petri Gothus i Linköpings stift och kyrkoherden Ericus Petri Gestricius (1573–1630) i Kjula församling.